# Män i vitt
Män i vitt, bokserie utgiven 1965 av Kometförlaget. Böckerna, som alla utspelade sig i sjukhusmiljö, hade gröna pärmar dekorerade med bladguld på ryggen.
| Volym | Titel                     | Författare        | Utgivningsår |
| ----- | ------------------------- | ----------------- | ------------ |
| 1     | Karriär till varje pris   | Michael Fisher    | 1965         |
| 2     | Doktor Kildares svåra val | Norman Daniels    | 1965         |
| 3     | Den stora katastrofen     | Elizabeth Wesley  | 1965         |
| 4     | Tacka syster för det      | Jane Grant        | 1965         |
| 5     | Kvinnoläkaren             | Russel Boltar     | 1965         |
| 6     | Du är min längtan         | Theresa Charles   | 1965         |
| 7     | Och ge mig livet åter     | Adeline McElfresh | 1965         |
| 8     | Hjärtspecialisten         | William Johnston  | 1965         |
| 9     | Doktor i främmande land   | Betty Manvers     | 1965         |
| 10    | Visa att du älskar mig    | Bodil Forsberg    | 1965         |
| 11    | Innan det är försent      | Norman Daniels    | 1965         |
| 12    | Bot för brustet hjärta    | Lucilla Andrews   | 1965         |
| 13    | Alaskadoktorn             | Thelma Thompson   | 1965         |
| 14    | En läkares hemlighet      | Mary Howard       | 1965         |
| 15    | Inte mer än människa      | Dorothy Quentin   | 1965         |